# Cantonul Carcassonne-Nord
Cantonul Carcassonne-Nord este un canton din arondismentul Carcassonne, departamentul Aude, regiunea Languedoc-Roussillon, Franța.

## Comune
- Carcassonne (parțial, reședință)
- Pennautier